# 岐阜関ケ原古戦場記念館
岐阜関ケ原古戦場記念館（ぎふせきがはらこせんじょうきねんかん）は、岐阜県不破郡関ケ原町にある関ヶ原の戦いに関する博物館。
岐阜県の直営施設である。

## 概要
関ケ原の戦いの歴史を伝え、関ケ原古戦場の魅力を発信することにより、関ケ原古戦場を中心とした広域観光の推進を図り、地域の発展に寄与することを目的とする施設である。
2020年（令和2年）10月21日開館。翌日から一般公開される。
館長は戦国時代に関する研究で知られる歴史学者の小和田哲男、アンバサダーとして女優の竹下景子が就任している。
岐阜関ケ原古戦場記念館に展示してある関ヶ原合戦図屏風、武具、出土品、書簡などは、元々は関ケ原町歴史民俗資料館（岐阜関ケ原古戦場記念館の開館に合わせ関ケ原町歴史民俗学習館に改称）に展示されていたものを移したものである。岐阜関ケ原古戦場記念館と関ケ原町歴史民俗学習館は隣接し、渡り廊下で結ばれている。関ケ原の戦いでの徳川家康最後の陣地の跡地にある。
1階にある「グラウンド・ビジョン」「シアター」は20分毎の入れ替え制。入場は事前予約者が優先されるが、予約無しでも席の空いてる場合は利用可能。また、「グラウンド・ビジョン」「シアター」を利用しない場合は受付後に直接2階に行くことになる。
開館当初は関ケ原の戦いなどに関する記念館（体験施設）であったが、2025年（令和7年）6月11日に博物館法第11条に基づく博物館として岐阜県より登録された。

## 沿革
2014年（平成26年）8月、岐阜県と関ケ原町は「関ケ原古戦場グランドデザイン策定懇談会」を設置し、有識者から意見を募った。
2015年（平成27年）3月、県と関ケ原町は「関ケ原古戦場グランドデザイン」を策定。同デザインにおいて、
1. 関ケ原駅前観光交流館を整備すること
2. 関ケ原町歴史民俗資料館をビジターセンターとしてリニューアルすること
3. 旧関ケ原北小学校校舎をアーカイブス閲覧や体験プログラム提供など古戦場来訪者への便益施設として再利用すること

などが定められた。このうち、関ケ原駅前観光交流館は総額4億2000万円余の事業費により、同年10月にオープンした。そして同年中に、関ヶ原の戦いに関する新しい拠点施設として、「関ケ原古戦場ビジターセンター（仮称）」の整備が進められることとなった。
2016年（平成26年）2月25日、岐阜県庁で、有識者ら13人が参加した「関ケ原古戦場グランドデザイン・フォローアップ懇談会」があり、「関ケ原古戦場ビジターセンター」の概要を盛り込んだ計画が承認された。建物は4〜6階建てとし、最上階の展望室は円状で、側面は全てガラス張りにする。総事業費は約19億5000万円と見込んだ。
2018年（平成30年）2月18日、「関ケ原古戦場ビジターセンター」の総事業費が52億4099万円と、当初予定の2.5倍以上に膨らむことが報道により明らかとなった。古田肇知事の「走れるだけ走れ」との号令下、県内有数の観光拠点にする狙いがあり、積極予算が組まれた。同年10月20日、ビジターセンターの正式名称を「岐阜関ケ原古戦場記念館」とすることが発表された。
開館は当初2020年（令和2年）7月17日の予定であったが、新型コロナウイルスの感染拡大のため開館を延期、同年10月21日（関ヶ原の戦いが行われた慶長5年9月15日は西暦の1600年10月21日に該当する）に開館し、翌10月22日より一般公開された。
2024年5月6日、開館からおよそ3年半で、来館者数50万人に達した。

## ギャラリー
- 陣場野公園側から撮影
- 2階の展示室
- 2階の展示室
- 最上階から石田三成陣方向を望む

## 施設
本館は5階建て延べ5200平方メートル。別館は平屋建。

### 本館
1階
- グラウンドビジョン
- シアター
- 広域観光情報コーナー

2階
- 展示室
- 戦国体験コーナー

3階
- セミナールーム

5階
- 展望室

### 別館
- 売店
- カフェ

## 利用案内
- 開館時間：9:30 - 17:00
- 休館日：月曜日（祝日の場合は翌平日）、年末年始（12月29日〜1月3日）

大雪、及び国道21号などの周辺道路が大雪警戒による予防的通行止が実施される場合、臨時休館になる場合あり。

## 料金
- 個人

一般：500円　高校生・大学生：300円　中学生以下：無料
- 団体（20名以上）

一般：400円　高校生・大学生：240円　中学生以下：無料
- 年間パスポート

一般：1200円　高校生・大学生：800円
※企画展開催時は別料金。

## 交通アクセス

### 公共交通機関
- JR東海道本線 関ケ原駅下車、徒歩で約10分。

### 自動車
- 名神高速道路 関ケ原ICから車で約5分。
- 国道21号（関ヶ原バイパス）「陣場野」交差点から県道236号を南下。